# Ute Kostrzewa
Ute Kostrzewa (* 27. Dezember 1961 in Eilenburg, heute Ute Meyer) ist eine ehemalige deutsche Volleyballspielerin.
Ute Kostrzewa war mehrfache DDR-Nationalspielerin. Bei den Olympischen Spielen 1980 in Moskau gewann sie die Silbermedaille. Mit ihren Mannschaftskameradinnen wurde sie im selben Jahr mit dem Vaterländischen Verdienstorden in Bronze ausgezeichnet.
Ute Kostrzewa spielte für den SC Leipzig.